# Schladen-Werla
Schladen-Werla település Németországban, azon belül Alsó-Szászország tartományban. Lakosainak száma 8638 fő (2023. december 31.).

## Népesség
A település népességének változása:
| Lakosok száma | 8811 | 8803 | 8752 | 8715 | 8666 | 8638 |
|               | 2016 | 2017 | 2019 | 2021 | 2022 | 2023 |